# 한국청소년기마단연맹
한국청소년기마단연맹은 청소년에게 승마를 통하여 진취적 기상 함양과 강인한 체력 향상을 도모하고, 리더십 등을 배양토록 하여 국가발전에 공헌할 인재로 육성 목적으로 2009년 11월 23일 설립된 대한민국 농림수산식품부 소관의 사단법인이다. 사무실은 서울특별시 강서구 등촌동 684-1 에이스테크노타워 101호에 있다.